# Cerro Chanka
El cerro Chanka (también conocido como Pabellón) es un domo de lava en la Cordillera de los Andes en Chile, que data del Pleistoceno. Forma parte del complejo volcánico Altiplano-Puna. De acuerdo con estudios con datación potasio-argón, la última erupción del domo ocurrió hace 119.8±5.4 Ma. Otra edad que se reporta es hace 1.5±0.1 millones de años.
El domo se ubica en el lado noroeste del Cerro del Azufre. Está construido a partir de tres lóbulos con diámetros de 1,5 kilómetros (0,9 mi). Los flancos de la cúpula son empinados y a sus pies se encuentran taludes y bloques de lava.
El cerro Chanka tiene un contenido de SiO 2 del 66% y es de origen calcoalcalino. Las lavas son dacíticas y riolíticas ricas en potasio, salvo un componente máfico andesítico, y ricas en cristales.